# Municipio 10 Melville
El municipio 10 Melville (en inglés: Township 10, Melville) es un municipio ubicado en el  condado de Alamance en el estado estadounidense de Carolina del Norte. En el año 2010 tenía una población de 16.681 habitantes.

## Geografía
El municipio 10 Melville se encuentra ubicado en las coordenadas 36°4′47.94″N 79°18′8.93″O / 36.0799833, -79.3024806.